# Drummond Company

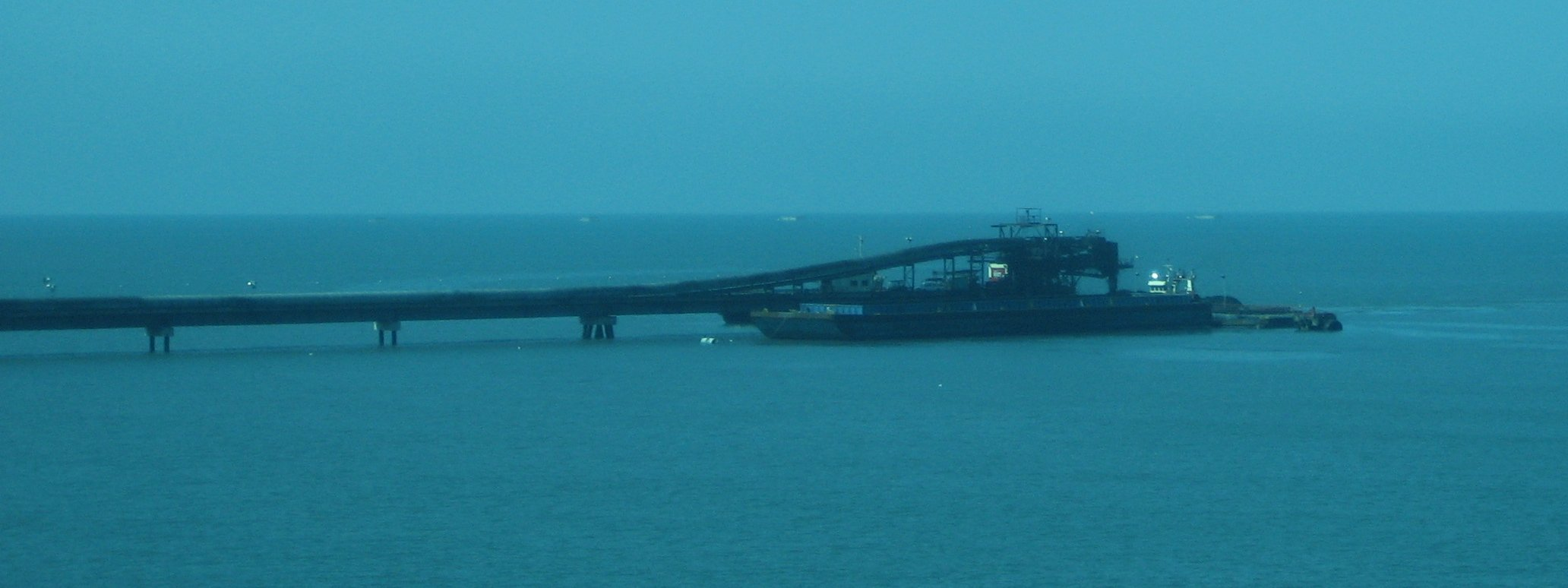
Przenośnik taśmowy w zakładach w Kolumbii.

Drummond Company, Inc. jest prywatną firmą, której siedziba znajduje się w Birmingham (Alabama) w stanie Alabama, Stany Zjednoczone. Firma zajmuje się wydobyciem i przetwarzaniem węgla i produktów węglowych. 
Firma została założona w Jasper w Alabamie w 1935 roku przez H.E. Drummonda i zostaje pod zarządem jego synów.